# 奧爾梅里根山
72°4′S 14°33′E / 72.067°S 14.550°E
奧爾梅里根山是南極洲的山峰，位於毛德皇后地的阿斯特里德公主海岸，處於斯卡夫爾赫山和帕耶山脈東南面，屬於林諾爾門山的一部分，挪威製圖師根據探險隊的測量和空中照片繪入地圖。